# Oberried FR
| FR ist das Kürzel für den Kanton Freiburg in der Schweiz. Es wird verwendet, um Verwechslungen mit anderen Einträgen des Namens Oberried zu vermeiden. |

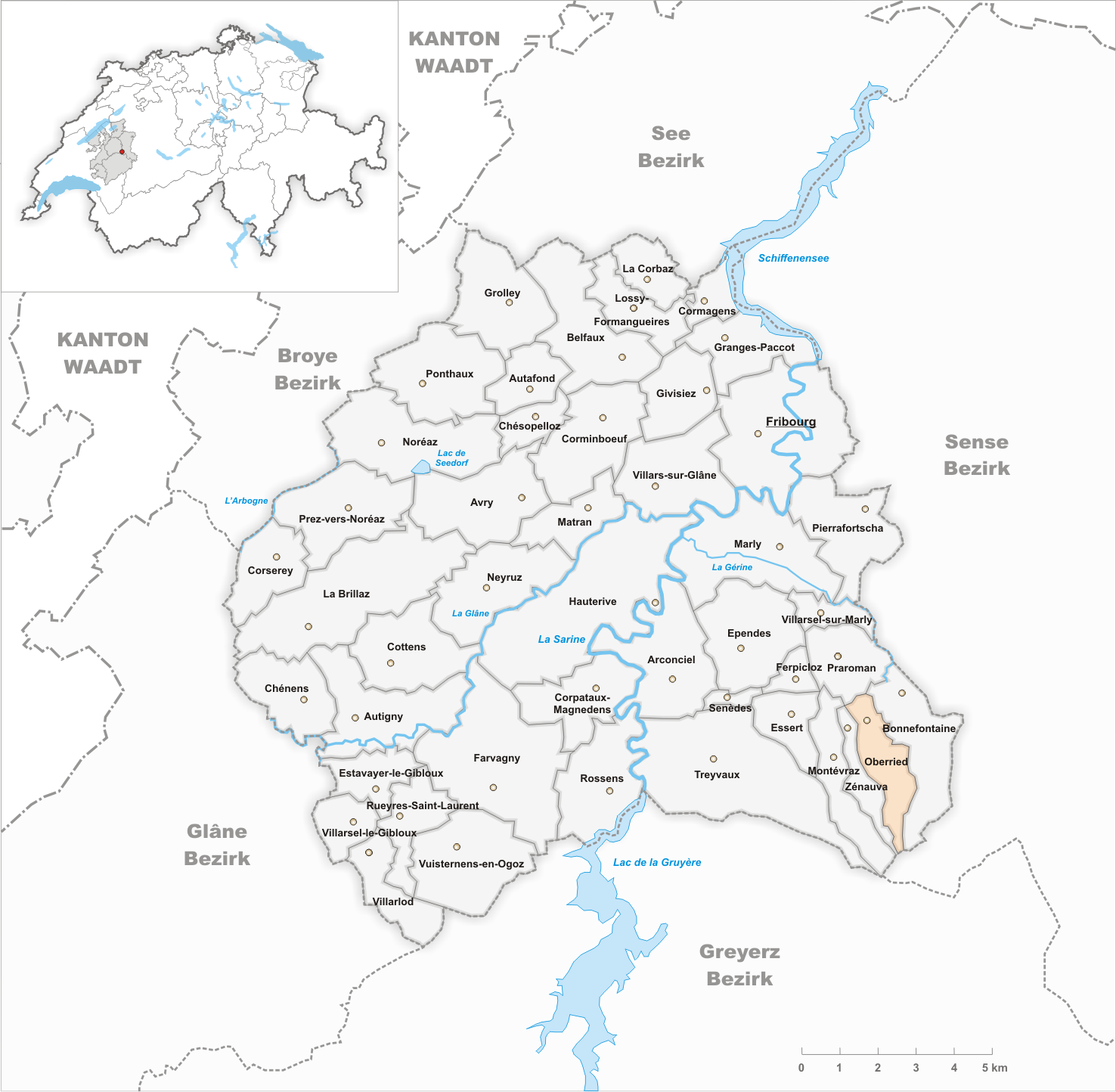
Gemeindestand vor der Fusion am 1. Januar 2003

Oberried (FR) (Freiburger Patois Le Bariⓘ) ist eine Ortschaft und früher selbständige politische Gemeinde im Saanebezirk des Kantons Freiburg in der Schweiz. Am 1. Januar 2003 wurde Oberried mit fünf weiteren Gemeinden zur neuen Gemeinde Le Mouret zusammengeschlossen. Oberried ist nicht zu verwechseln mit Essert FR in derselben Gemeinde sowie mit Ried bei Kerzers, die früher teils auch Oberried genannt wurden.

## Geographie
Oberried liegt auf 806 m ü. M., acht Kilometer südlich der Kantonshauptstadt Freiburg (Luftlinie). Das Dorf erstreckt sich auf einer Geländeterrasse südlich der Talniederung des Ruisseau du Pontet, im voralpinen Hügelland am Nordfuss des Cousimbert. Die ehemalige Gemeindefläche betrug rund 3,0 km². Das Gebiet reichte in einem schmalen Streifen vom Hang unterhalb des Dorfes südwärts über die Höhe von Sonnenwil (869 m ü. M.), über ein Seitental des Ruisseau de Montécu und den Waldhügel La Feyla (1087 m ü. M.) bis auf den vom Cousimbert nach Nordosten auslaufenden Berggrat. Im ausgedehnten Burgerwald am Nordhang dieses Grates entspringen der Ruisseau de Montécu und der Bach von Zénauva.

## Bevölkerung
Mit 154 Einwohnern (2002) zählte Oberried vor der Fusion zu den kleinen Gemeinden des Kantons Freiburg. Trotz des deutschen Ortsnamens ist die Bevölkerung überwiegend französischsprachig. Zu Oberried gehörten auch die Weiler Princhy (775 m ü. M.) am Hang unterhalb des Dorfes und Sonnenwil (845 m ü. M.) auf einem Sattel zwischen den Tälern von Ruisseau de Montécu und Zénauva. In der Umgebung von Oberried gibt es zahlreiche Einzelhöfe.
Einwohnerzahlen: Volkszählungsdaten

## Wirtschaft
Oberried lebt noch heute von der Landwirtschaft, insbesondere von der Milchwirtschaft und der Viehzucht. Auf der Höhe oberhalb des Dorfes befindet sich das Institut Les Peupliers, das früher Sonnenwil genannt wurde. Es beherbergt heute ein Alters- und Pflegeheim sowie eine Anstalt für Schwererziehbare.

## Verkehr
Das Dorf liegt abseits der grösseren Durchgangsstrassen, die Hauptzufahrt erfolgt von Praroman. Oberried besitzt selbst keine Anbindung an das Netz des öffentlichen Verkehrs.

## Geschichte
Auf dem Waldhügel La Feyla befand sich im Mittelalter wahrscheinlich eine Burg. Seit dem Mittelalter hatte das Kloster Hauterive Grundbesitz und Rodungsrechte auf dem Gebiet von Oberried. Im Verlauf des 15. Jahrhunderts gelangte das Dorf unter die Herrschaft von Freiburg und wurde der Alten Landschaft (Burgpanner) zugeordnet. Nach dem Zusammenbruch des Ancien Régime (1798) gehörte Oberried während der Helvetik zum Bezirk La Roche und ab 1803 zum Bezirk Freiburg, bevor es 1848 mit der neuen Kantonsverfassung in den Saanebezirk eingegliedert wurde.
Im Jahr 1996 entstand die Idee einer grossflächigen Gemeindefusion. Am 13. Juni 2002 votierten die Stimmberechtigten von Oberried mit einem Ja-Anteil von 73 % für die Fusion. Mit Wirkung auf den 1. Januar 2003 wurden deshalb die vorher selbständigen Gemeinden Oberried, Bonnefontaine, Essert (FR), Montévraz, Praroman und Zénauva zusammengelegt. Die neue Gemeinde erhielt den Namen Le Mouret.

## Sehenswürdigkeiten
Der ursprüngliche Landsitz Sonnenwil wurde in der ersten Hälfte des 17. Jahrhunderts von der Familie Von der Weid aus Freiburg erbaut. Er wurde im Lauf des 20. Jahrhunderts in mehreren Phasen zum heutigen Institut Les Peupliers umgestaltet, so dass von der alten Bausubstanz kaum mehr etwas übrig ist.